# Aglaiocercus kingii
Aglaiocercus kingii е вид птица от семейство Колиброви (Trochilidae). Видът е незастрашен от изчезване.

## Разпространение
Разпространен е в Боливия, Колумбия, Еквадор, Перу и Венецуела.